# Styracaster clavipes
Styracaster clavipes is een kamster uit de familie Porcellanasteridae.
De wetenschappelijke naam van de soort werd in 1891 gepubliceerd door James Wood-Mason & Alfred William Alcock.